# Осока кульконосна
Осока кульконосна (Carex pilulifera) — вид багаторічних кореневищних трав'янистих рослин родини осокові (Cyperaceae).

## Опис
Стебла 20–50 см, з гострими кутами. Зелене листя має ширину 2–3 мм; листові піхви червоно-коричневі. Найнижчий приквіток від щетинисто до листоподібний, коротший або, рідко, трохи довший, ніж суцвіття. Квітне осока кульконосна у квітні й травні, суцвіття до 2 см завдовжки. Мішечки 2–3,5 мм, запушені, з дзьобом 0,3–0,5 мм. Насіння 2,5 мм довжиною, жовтувато-коричневе. 2n=18.

## Поширення
Рослина Західної і Центральної Європи (у тому числі України). Населяє трав'янисті або убого-трав'янисті місця у відкритій або лісистій місцевості на базово-бідних піщаних або торф'яних ґрунтах.
Вид знаходиться у переліках рослин, які потребують охорони у Житомирській і Хмельницькій областях.

## Галерея

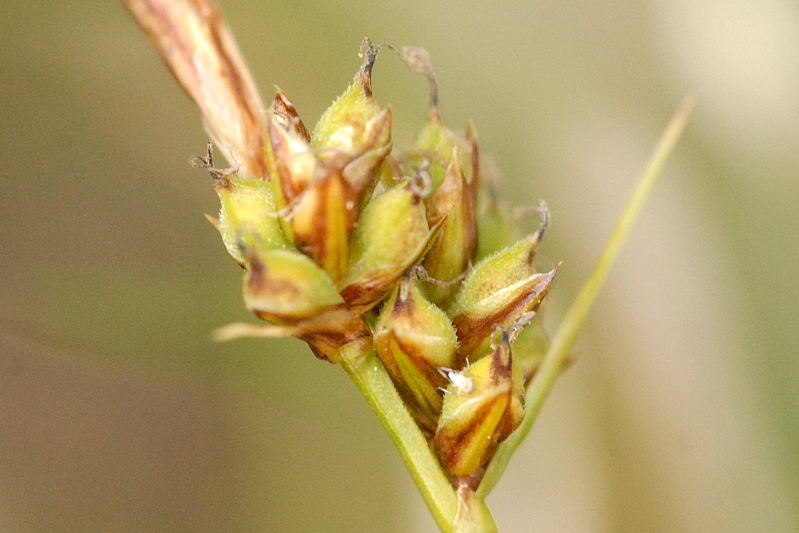
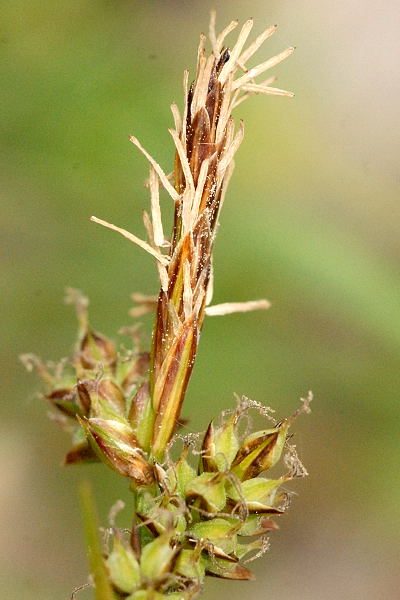
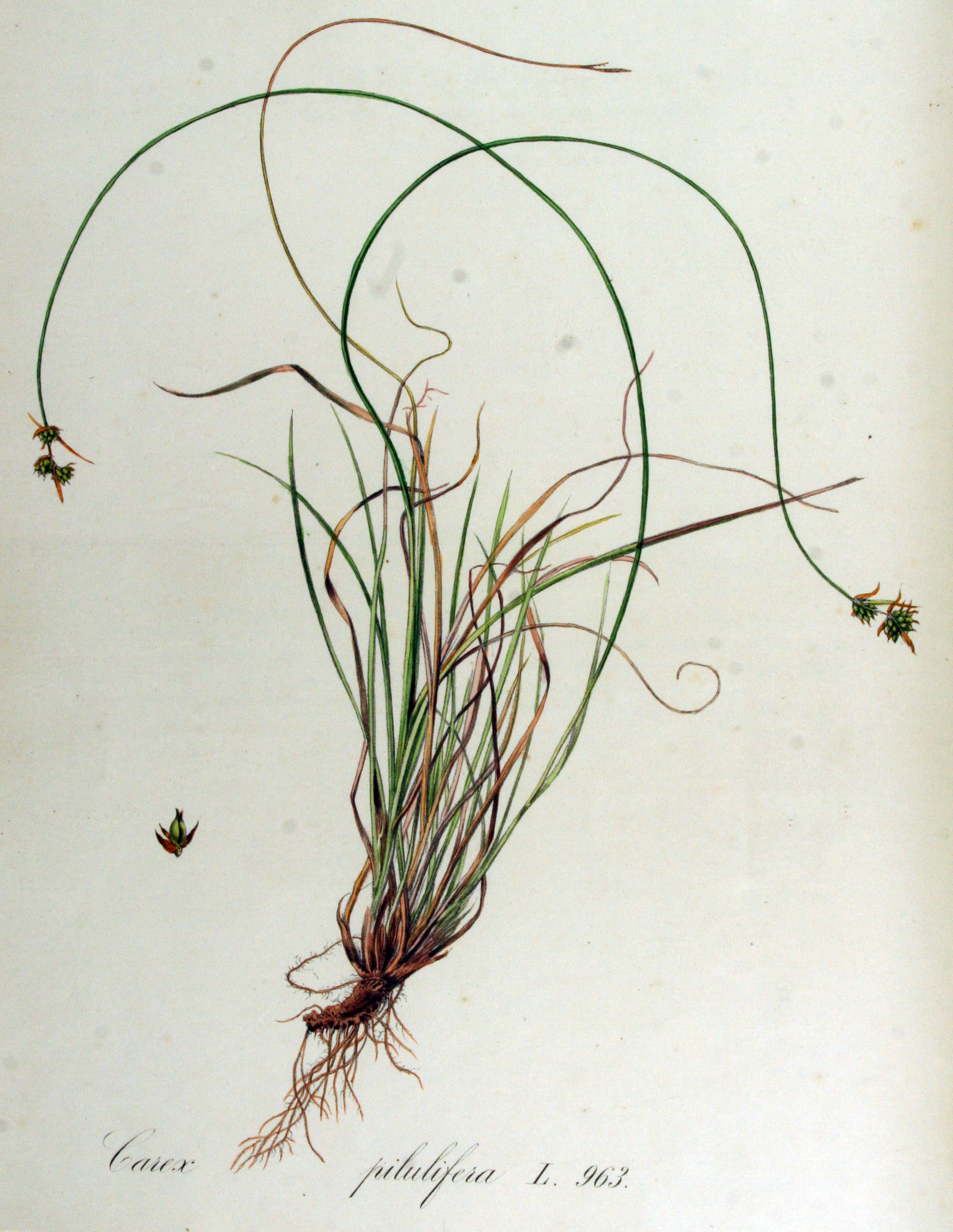